# Blancpain Fifty Fathoms
El Blancpain Fifty Fathoms es uno de los modelos más famosos de la prestigiosa casa relojera suiza Blancpain, cuyo origen en la década de 1950 está vinculado a un encargo del Cuerpo de Buceadores de Combate de la Marina Francesa. Posteriormente pasó a ser un icono entre los aficionados al submarinismo, al convertirse en parte del material utilizado por el comandante Cousteau en sus documentales sobre la vida subacuática. 

## Historia
Considerado el primer reloj de buceo militar, se creó en 1953 a petición del capitán Robert Maloubier y del Alférez Claude Riffaud, quienes un año antes crearon el Cuerpo de Nageurs de Combat, la primera unidad francesa de buceadores de combate, que buscaban por entonces un reloj de buceo robusto y fiable, adecuado para los requisitos militares. Así nació el Fifty Fathoms, sumergible hasta una profundidad de 50 brazas (91,4 metros), tal como su nombre indica. Fue el primer reloj de buceo con bisel unidireccional, patentado en ese momento.
En particular, se puede ver en la muñeca del equipo del comandante Jacques Cousteau en la película Le Monde du silence, un documental que ganó el premio a la mejor película documental en el Festival de Cannes de 1956 y el premio Oscar al mejor documental.
La última versión del Fifty Fathoms, lanzada en 2007, es un reloj mecánico automático con 192 horas de reserva de marcha con el calibre 25A (120 horas con el calibre 1315 y 100 horas con el calibre 1150), una caja estanca a una presión de 30 bar, o aproximadamente 300 metros de profundidad de agua y un acabado en acero u oro rojo propio de la firma, comercializado don el nombre de “Sedna gold” (oro de 18 quilates, compuesto por una mezcla de oro, cobre y paladio).

## El nombre de Fifty Fathoms
Detrás de este nombre se esconde simplemente la profundidad máxima de resistencia al agua de este reloj: Fifty Fathoms, o cincuenta brazas, de Fifty (50 en inglés), y Fathoms (braza en francés). La braza (braza inglesa, símbolo fm) es una antigua unidad de medida de longitud correspondiente a la extensión de los brazos entre cada muñeca. Esta unidad, aunque antiguamente se utilizaba para medir distancias, ya solo se utiliza en la marina para medir cuerdas y especialmente la profundidad del agua. Una braza equivale a 1,8288 metros, longitud muy similar a la milésima parte de una milla náutica (que equivale a 1852 metros).
Por lo tanto, este reloj es originalmente sumergible hasta 50 brazas, lo que corresponde a 91,44 metros. Esta cifra no fue elegida al azar, sino que correspondía a la profundidad máxima alcanzable por un hombre equipado con un traje de buceo autónomo.